# Paradinas de San Juan
Paradinas de San Juan è un comune spagnolo di 632 abitanti situato nella comunità autonoma di Castiglia e León.